# 孫愈賢
孫愈賢（1552年—？），字可聖，號念文，雲南大理衛旗籍，浙江溫州府永嘉縣人，明朝政治人物、進士出身。

## 生平
萬曆四年（1576年）丙子科雲南鄉試第十名。萬曆八年，登會試第二百八十名，第三甲第六名進士。都察院觀政，本年授行人司行人，十三年选授山西道御史，差巡按宣大，十五年差巡按广西。

## 家族
曾祖父孫英；祖父孫玉；父親孫文浩，曾任恩例冠帶。母王氏。